# Constance Collier

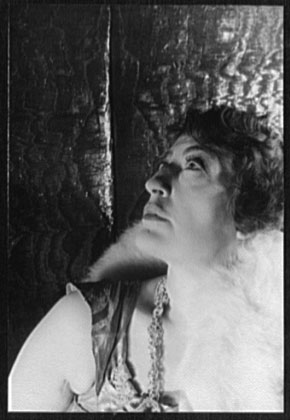
Constance Collier (Foto von Carl van Vechten, 1932)

Constance Collier (* 22. Januar 1878 in Windsor, England als Laura Constance Hardie; † 25. April 1955 in New York City) war eine britische Schauspielerin und Schauspiellehrerin.

## Leben und Karriere
Bereits mit drei Jahren stand Constance Collier im Shakespeare-Stück Ein Sommernachtstraum erstmals auf der Bühne. Ab der Jahrhundertwende wurde die Schauspielerin, die in ihrer Jugend als Schönheit galt, zu einer der bedeutenden Theaterdarstellerinnen ihrer Zeit. An den großen Bühnen in London spielte sie in vielen gefeierten Stücken, besonders häufig arbeitete die dunkelhaarige Schauspielerin mit Herbert Beerbohm Tree zusammen. Später trat sie auch regelmäßig am Broadway in New York auf und verfasste selbst Stücke.
1916 gab Collier ihr Filmdebüt im Stummfilm The Tongues of Men, allerdings trat sie erst nach Beginn der Tonfilmzeit vermehrt im Film auf. Zu diesem Zeitpunkt war sie bereits über 50 Jahre alt, weshalb sie dann vor allem Nebenrollen spielte. Collier war unter anderem neben Greta Garbo in der Literaturverfilmung Anna Karenina (1935) zu sehen, mit Katharine Hepburn und Ginger Rogers spielte sie in Bühneneingang (1937) und an der Seite von Joan Crawford trat sie in Susan und der liebe Gott (1940) auf. 1948 verkörperte Collier in Alfred Hitchcocks Kriminalfilm Cocktail für eine Leiche neben James Stewart eine lebhafte Dame aus besserer Gesellschaft, einen Rollentypus, den sie in vielen ihrer Filme spielte. Ein Jahr später drehte Collier mit Frau am Abgrund ihren letzten von insgesamt 28 Filmen. Anschließend zog sie sich ins Privatleben zurück.
Daneben arbeitete sie seit den 1930er-Jahren als Schauspiellehrerin. Ihre Schülerinnen waren unter anderem Audrey Hepburn, Vivien Leigh, Luise Rainer, Marilyn Monroe und Katharine Hepburn, mit letzterer war sie privat eng befreundet. Collier hat einen Stern auf dem Hollywood Walk of Fame. Sie war mit dem Schauspieler Julian L’Estrange von 1912 bis zu dessen Tod an der Spanischen Grippe im Jahre 1918 verheiratet. Sie hatten keine Kinder und Collier heiratete nach seinem Tod nie wieder.

## Filmografie
- 1916: The Tongues of Men
- 1916: The Code of Marcia Gray
- 1916: Macbeth

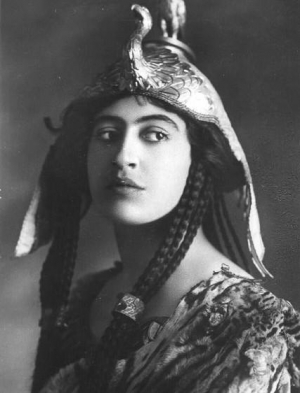
Constance Collier in der Rolle der Kleopatra in Antonius und Cleopatra (1906)

- 1916: Intoleranz (Intolerance; Cameo-Auftritt)
- 1919: The Impossible Woman
- 1920: Bleak House
- 1922: The Bohemian Girl
- 1934: Shadow of Doubt
- 1935: Anna Karenina
- 1935: Professional Soldier
- 1936: Der kleine Lord (Little Lord Fauntleroy)
- 1936: Girl’s Dormitory
- 1937: Thunder in the City
- 1937: Rekrut Willie Winkie (Wee Willie Winkie)
- 1937: Clothes and the Woman
- 1937: Bühneneingang (Stage Door)
- 1937: Ein Fräulein in Nöten (A Damsel in Distress)
- 1938: Zaza
- 1940: Half a Sinner
- 1940: Susan und der liebe Gott (Susan and God)
- 1945: Eine Lady mit Vergangenheit (Kitty)
- 1946: Feind im Dunkel (The Dark Corner)
- 1946: Mit Pinsel und Degen (Monsieur Beaucaire)
- 1947: Pauline, laß das Küssen sein (The Perils of Pauline)
- 1947: Ein idealer Gatte (The Ideal Husband)
- 1948: Cocktail für eine Leiche (Rope)
- 1948: The Girl from Manhattan
- 1949: Frau am Abgrund (Whirlpool)